# 王庆璋

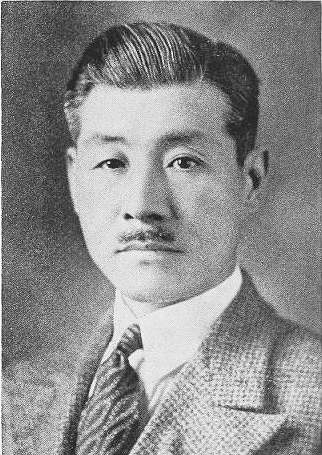
奉天市市长王庆璋

王庆璋（1894年6月12日—20世纪？），别名中玉、宗禹，奉天兴京人。中华民国、满洲国政治人物。

## 生平
王庆璋于1907年赴日本四国善通寺町入读小学。1911年考入大阪府立天王寺中学校，1917年又考入东京高等工业学校应用化学科。1921年回国后，曾担任过哈尔滨护路军总司令部日语翻译，东三省兵工厂火药厂副技师、技师、代理厂长、兵工学校教育长等职。1927年，因兵工厂督办杨宇霆买官而被授以炮兵上校。1929年起，又任兵工厂铸造厂技师、兼任辽宁省警务处技正、省会公安局秘书。
九一八事变后，他任满洲国奉天自卫警察局副局长。1932年2月任奉天省咨议，同年3月9日任民政部理事官，1934年春任民政部土木司司长。1935年6月1日，他被任命为奉天市市长，兼协和会奉天市副本部长、商埠局总办、地籍整理局奉天支局长。1937年7月1日，他转任产业部建设司司长。1938年7月1日奉派为满洲国赴欧洲经济使节团团员。1939年1月任总务厅参事官。同年2月任满洲国驻上海通商代表。1941年，满洲国驻汪精卫政权大使馆成立后，改任满洲国驻上海总领事馆总领事。1942年回满洲国任邮政总局局长。1944年起，任满洲国驻泰国全权公使（未赴任）。